# Asarum inflatum
Asarum inflatum är en piprankeväxtart som beskrevs av C.Y. Cheng & C.S. Yang. Asarum inflatum ingår i släktet hasselörter, och familjen piprankeväxter. Inga underarter finns listade i Catalogue of Life.